# 빗장밑근신경
빗장밑근신경(subclavian nerve, nerve to the subclavius) 또는 쇄골하근신경(鎖骨下筋神經)은 팔신경얼기 위줄기의 작은 가지이다. C5, C6에서 온 축삭을 포함하고 있으며 빗장밑근에 분포한다.

## 구조
빗장밑근신경은 팔신경얼기 위줄기에서 나오는 가지이다. C5, C6의 앞가지에서 온 축삭을 포함하고 있다.

### 변이
빗장밑근신경은 가로막에 분포하는 덧가로막신경(accessory phrenic nerve) 또는 부횡격신경(副橫膈神經)이라는 가지를 내기도 한다. 덧가로막신경은 C4나 C6 분절, 혹은 목신경고리에서 갈라져 나올 수도 있다. 보통 가로막에 분포하기 전에 빗장밑정맥 앞쪽에서 가로막신경과 합류한다.

## 기능
빗장밑근신경은 빗장밑근을 지배한다.

## 추가 이미지

팔신경얼기의 도표. 빗장밑근신경은 C5와 C6가 합쳐져 위줄기를 형성하는 지점에서 갈라져 나오고 있으며, 상단 오른쪽에 표시되어 있다.
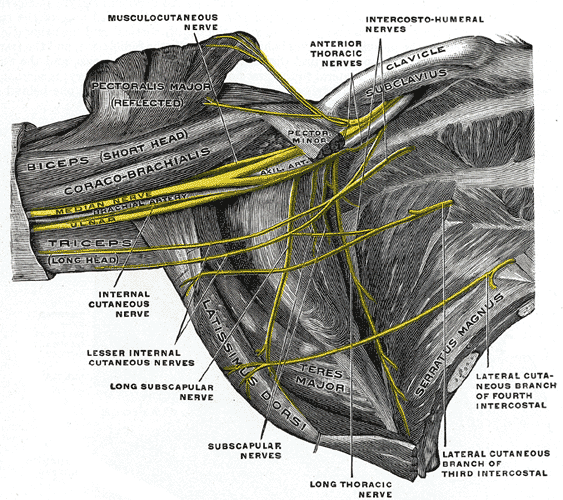
오른쪽 팔신경얼기. 빗장밑근신경이 표시되어 있지는 않으나 빗장뼈 아래쪽에 위치한 빗장밑근은 그려져 있다.